# José Alejandro Chacopino Luchoro
José Alejandro Chacopino Luchoro (Alicante, España, 5 de noviembre de 1988) es un futbolista español. Juega de delantero y su equipo actual es el CF Talavera de la Segunda División B de España.

## Trayectoria
Chacopino tras jugar en varios equipos de su ciudad natal Alicante paso por Elche CF
El jugador Alicantino, con ascendencias italianas, marcó 7 goles en 29 partidos con el Coruxo Fútbol Club en el Grupo I de Segunda B.
En la temporada 2014-15, jugó en el Arroyo Club Polideportivo y en el Unió Esportiva Sant Andreu, grupo IV y III de Segunda B sin llegar a ser un titular fijo en ninguno de los dos. 
En 2015, firma con el Club Deportivo San Roque de Lepe, donde se destapa como goleador y recibe ofertas de categoría superior.

## Clubes
| Club                                | País   | Año       |
| ----------------------------------- | ------ | --------- |
| Elche Ilicitano                     | España | 2008-2011 |
| Novelda Club de Fútbol              | España | 2011-2013 |
| Coruxo Fútbol Club                  | España | 2013-2014 |
| Unió Esportiva Sant Andreu          | España | 2014-2015 |
| Arroyo Club Polideportivo           | España | 2014-2015 |
| Club Deportivo San Roque de Lepe    | España | 2015-2016 |
| Marbella Fútbol Club                | España | 2016-2017 |
| AE Larissa                          | Grecia | 2017-2018 |
| Club de Fútbol Badalona             | España | 2018-2019 |
| Club Deportivo Calahorra            | España | 2019-2020 |
| Club de Fútbol Talavera de la Reina | España | 2020-     |